# Aquaterrário

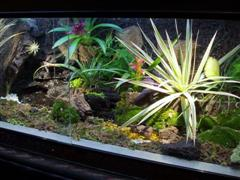
Exemplo de Aquaterrário.

Aquaterrário ou paludário é um tipo de viveiro que incorpora tanto elementos terrestres como aquáticos. Aquaterrários geralmente consistem em um recipiente fechado em que os organismos são mantidos em ambientes específicos para o bioma que está sendo simulado. Eles podem ser mantidos por razões meramente estéticas, para fins científicos ou horticultura. A palavra "paludário" vem das palavras em latim palus, significando pântano ou brejo, e arium, que refere-se a um recipiente fechado.
Aquaterrários podem variar em tamanho desde pequenas e facilmente transportáveis a  biosferas grandes o suficiente para conter árvores inteiras. Um exemplo de um aquaterrário muito grande é a exposição floresta tropical no Montreal Biodome.

## Flora e fauna
Como aquaterrários englobam ambientes de água, terra e ar, tornando possível uma gama a criação de fauna diferentes dentro do recinto. São comuns para a criação de anfíbios, peixes e répteis, porém também é possível se criar insetos e até mesmo pássaros .Os animais mais adequados para um aquaterrário são os animais que vivem naturalmente em ambientes anfíbios como brejos, pântanos ou manguezais.
Flora adequados para aquaterrários incluem plantas que prosperam em ambientes muito úmidos ou áreas alagadas. Um dos gêneros mais comuns de planta comum é a Anubias, que é resistente e de fácil manutenção. A  parte coberta d'água também é capaz de promover muitas espécies de flora aquáticas.